# Gyrth Godwinson
Gyrth Godwinson est un noble anglais tué le 14 octobre 1066 à la bataille d'Hastings.

## Biographie
Gyrth est le quatrième fils du comte Godwin de Wessex et de son épouse Gytha Thorkelsdóttir. Lorsque son père est banni d'Angleterre par le roi Édouard le Confesseur, en 1051, Gyrth et ses frères l'accompagnent dans son exil dans le comté de Flandre. Ils rentrent avec lui en Angleterre quelques mois plus tard.
Godwin meurt au mois d'avril 1053 et Harold, l'aîné de ses fils survivants, devient comte de Wessex. D'après la Vita Ædwardi regis, Gyrth est quant à lui fait comte de Norfolk, une promotion qui pourrait dater de 1055, année qui voit le comte d'Est-Anglie Ælfgar être exilé. Gyrth obtient la totalité de l'Est-Anglie en 1057, lorsque Ælfgar, rentré dans les bonnes grâces du roi, hérite du titre de comte de Mercie. Son autorité s'étend non seulement sur l'Est-Anglie, mais aussi sur le Cambridgeshire et l'Oxfordshire. Le Domesday Book permet d'affirmer que Gyrth possède des terres dans d'autres comtés anglais : Bedfordshire, Berkshire, Hertfordshire et peut-être Sussex.
Selon Orderic Vital et Guillaume de Malmesbury, Gyrth aurait tenté en vain de persuader son frère aîné de ne pas rompre le serment que celui-ci avait fait à Guillaume de Normandie de lui laisser le trône d'Angleterre. Il lui aurait proposé de mener lui-même les armées anglaises à la bataille d'Hastings, afin d'éviter à Harold le parjure, mais ce dernier aurait catégoriquement refusé.
Gyrth est tué aux côtés de ses frères Harold et Leofwine à Hastings, le 14 octobre 1066. D'après la Carmen de Hastingae Proelio et le Roman de Rou, il serait tombé en combat singulier contre Guillaume, mais la tapisserie de Bayeux ne nomme pas le lancier à cheval responsable de sa mort.

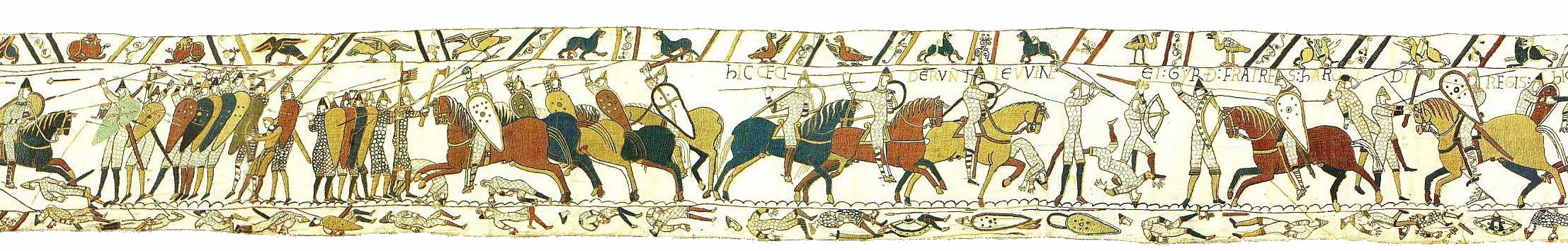
La scène no 52 de la tapisserie de Bayeux représente la mort de Gyrth et de son frère Leofwine (hic ceciderunt lewine et gyrd fratres haroldi regis).